# Rudnik (powiat łosicki)
Rudnik – wieś sołecka w Polsce położona w województwie mazowieckim, w powiecie łosickim, w gminie Łosice.
W latach 1975–1998 miejscowość należała administracyjnie do województwa bialskopodlaskiego.
Wierni Kościoła rzymskokatolickiego należą do parafii Trójcy Świętej w Łosicach.